# Berner Troubadours
Die Berner Troubadours sind eine ehemalige Gruppe von Liedermachern aus dem Kanton Bern.

## Mitglieder
Die sechs Troubadours waren:
- Ruedi Krebs (* 1938)
- Mani Matter (1936–1972)
- Bernhard Stirnemann (1936–2011)
- Jacob Stickelberger (1940–2022)
- Markus Traber (1946–2010)
- Fritz Widmer (1938–2010)

Unter diesem Namen traten sie ab 1965 mit berndeutschen Chansons auf, sowohl – nicht immer vollzählig – gemeinsam, als auch einzeln. Auch ihre Tonträger haben sie teils als Gruppe, teils als Solokünstler veröffentlicht.
Für kürzere Zeit waren auch andere Liedermacher mit dabei. So zum Beispiel Hugo Ramseyer, Margrit Pfister, Fred Zedi und Kerstin Heimann. Auf dem Album Alti Hüet etwa ist neben Krebs, Stirnemann und Traber (mit ihren Evergreens) auch Ruedi Stuber mit vier Chansons zu hören. Mit dem Tod von Bernhard Stirnemann im Jahr 2011 hörten die Auftritte als Berner Troubadours auf.

## Diskografie
- Berner Troubadours – Live, LP mit Chansons von allen sechs Troubadours, Zytglogge (zyt 16), Gümligen 1971 (CD: zyt 4016)
- Berner Troubadours 2, LP mit Chansons von Krebs, Stickelberger und Widmer in Aufnahmen von 1966-1968, Ex Libris, Zürich 1975
- Alti Hüet, LP mit Live-Aufnahme ihres „Nostalgieprogramms“ (Krebs, Stirnemann, Stuber und Traber) vom 18. September 1978 in Bern, Zytglogge (zyt 39), Gümligen 1978
- Das Konzert, 2 LPs (bzw. CDs) mit Live-Aufnahme ihres Jubiläumsprogramms vom 27. November 1985 im Stadttheater Bern, Zytglogge, Gümligen 1986 (CD: zyt 4052)
- Das neue Programm, CD mit Live-Aufnahme (Krebs, Stirnemann & Traber) vom 16. Mai 1991 in der Mahogany-Hall in Bern, Zytglogge (zyt 4067), Gümligen 1991
- 30 Jahre – Altes, Älteres, Neueres und Neues, 2CDs mit Live-Aufnahme vom 19. November 1995 aus dem Stadttheater Bern, Zytglogge (zyt 4076), Gümligen 1996
- Gäng wie gäng – Programm 2000, 2 CDs, live aus der Capella in Bern (La Cappella LIVE DCD), Bern 2000
- 40 Jahre Berner Troubadours, CD mit Liveaufnahmen aus dem Stadttheater Bern vom 13. Februar und 20. März 2005, Zytglogge (zyt 4095), Gümligen 2005